# L'Africain
Pour les articles homonymes, voir L'Africain (homonymie).
L'Africain est un récit de J.M.G. Le Clézio paru en 2004  (ISBN 2-7152-2470-2).
Ce livre rend hommage à son père, médecin en Guyane britannique puis au Cameroun britannique (Bamenda) et enfin dans la colonie et protectorat du Nigeria (Ogoja), dont il a été longtemps séparé, ainsi qu'à l'Afrique (à l'instar de son ouvrage Onitsha). Le Clézio a vécu avec son père à Ogoja,. 